# Symphonia globulifera
Espèce
Symphonia globulifera, de nom vernaculaire manil ou manil marécage ou encore palétuvier jaune, est une espèce de plantes à fleurs de la famille des Clusiaceae. C'est un arbre tropical. Il ne faut pas le confondre avec le Manil montagne, Moronobea coccinea.

## Répartition et habitat
Symphonia globulifera se rencontre en Afrique, en Amérique du Sud et dans les Caraïbes. Cette espèce est présente en peuplement dans les terrains marécageux. C'est une essence de lumière à régénération abondante.

## Liste des sous-espèces et variétés
Selon Tropicos (11 septembre 2013) (Attention liste brute contenant possiblement des synonymes) :
- sous-espèce Symphonia globulifera subsp. globulifera
- sous-espèce Symphonia globulifera subsp. guayanensis Abdul-Salim
- variété Symphonia globulifera var. africana Vesque
- variété Symphonia globulifera var. angustifolia Maguire
- variété Symphonia globulifera var. gabonensis Vesque
- variété Symphonia globulifera var. globulifera
- variété Symphonia globulifera var. macoubea Vesque
- variété Symphonia globulifera var. major Diels

## Synonyme
Symphonia gabonensis (Vesque) Pierre, 1896